# 1598 en santé et médecine
| Années de la santé et de la médecine : 1595 - 1596 - 1597 - 1598 - 1599 - 1600 - 1601    |
| Décennies de la santé et de la médecine : 1560 - 1570 - 1580 - 1590 - 1600 - 1610 - 1620 |

Cet article présente les faits marquants de l'année 1598 en santé et médecine.

## Publications
- Pierre Richer de Belleval (1564-1632) publie le catalogue du jardin botanique de Montpellier créé en 1593 : Onomatologia in Hirti Montispeti.

## Naissances
- 29 juillet : Henricus Regius (mort en 1679), philosophe et médecin néerlandais[1].
- Samuel Cottereau du Clos (mort en 1685), médecin et chimiste français, médecin de Louis XIV[2].
- Johann Vesling (mort en 1649), chirurgien et anatomiste italien d'origine saxonne dont le Syntagma anatomicum sera « le manuel d'anatomie le plus consulté de la seconde moitié du XVIIe siècle, avec seize éditions en latin, allemand, néerlandais et anglais[3],[4] ».

## Décès
- 5 ou 6 novembre : Joachim Camerarius le Jeune (né en 1534), médecin et botaniste allemand[5],[6], auteur d'un Hortus medicus et philosophicus[7] qui sera imprimé pour la première fois en 1588 à Francfort chez Johann Feherabend[8].
- Roch Le Baillif (né en 1540), médecin normand, accusé d'« impiété paracelsine » par la Faculté, médecin ordinaire du roi Henri III[9].
- François Rousset (né en 1535), médecin du roi, auteur en 1581 d'un Nouveau traité de l'hystérotomotokie ou enfantement caesarien, imprimé à Paris chez Denis Duval, important ouvrage sur l'accouchement par césarienne, qui « f[era] grand bruit[10] » et dont Gaspard Bauhin donnera une traduction latine en 1588[11],[12].